# マルグリート・ヒギンズ
マルグリート・ヒギンズ・ホール（Marguerite Higgins Hall、1920年9月3日 - 1966年1月3日）は、アメリカ合衆国の新聞記者である。第二次世界大戦、朝鮮戦争、ベトナム戦争などで従軍記者として活動し、それにより女性記者の地位向上に貢献した。1942年から1963年まで『ニューヨーク・ヘラルド・トリビューン』紙に在籍した後、『ニューズデイ』紙に連載コラムを寄稿した。1951年、朝鮮戦争の取材に対して、女性記者としては初のピューリッツァー賞 国際報道部門を受賞した。

## 若年期と教育
ヒギンズは1920年9月3日に香港で生まれた。当時、父ローレンス・ヒギンズ(Lawrence Higgins)は香港の海運会社に勤務していた。アイルランド系アメリカ人の父は、第一次世界大戦中のパリでフランス貴族の血を引くマルグリット・ドゥ・ゴダール(Marguerite de Godard)と出会い、結婚した。その後すぐに香港に移り、そこで娘が生まれた。生後6か月でマラリアに罹患し、医師からの指導で、ベトナムの山岳リゾート地で療養した。
その3年後に一家はアメリカに渡り、オークランドに居住した。1929年の世界恐慌で父が失業した。ヒギンズは自伝"News is a Singular Thing"の中で、その日が子供時代における最悪の日だったと書いている。
その日を境に、私は、大人になったらどうやって生活していこうかと悩むようになりました。その時、私は8歳でした。30年代に育った他の何百万人と同様に、私も社会の中に自分の居場所がないのではないかという不安に悩まされていました。
それでも、一家は苦難を乗り越えることができた。父は銀行に再就職し、母はフランス語教師になることを条件に、ヒギンズのためにバークレーのアンナ・ヘッド・スクール（現 ヘッド＝ロイス・スクール）に入学するための奨学金を受け取ることができた。

### カリフォルニア大学バークレー校
1937年秋にカリフォルニア大学バークレー校に入学した。ソロリティ組織ガンマ・ファイ・ベータに入会し、学生新聞『デイリー・カリフォルニアン』に寄稿し、1940年には編集長を務めた。1941年にフランス語の学士号を取得して大学を卒業した。

### コロンビア大学
大学卒業後、新聞社に就職するために、スーツケース1つとポケットに7ドルを持ってニューヨークに向かった。1年かけて求職活動し、失敗したらカリフォルニアに戻ってフランス語教師になるつもりだった。
1941年8月、ニューヨークに到着したヒギンズは、『ニューヨーク・ヘラルド・トリビューン』紙のオフィスへ行き、当時の編集長L・L・エンジェルキング(L.L.Engelking)に会って、学生時代に作っていた新聞の切り抜きを見せた。その時は仕事を紹介してもらえなかったが、「1か月後にまた来れば、仕事があるかもしれない」と言われた。ヒギンズはニューヨークに残ってコロンビア大学ジャーナリズム大学院で学ぶことにした。
9月の新学期が始まる数日前に入学手続きをしようとしたが、大学側から「女性に割り当てられた枠はすべて埋まっている」と言われた。ヒギンズは何度も懇願し、面談を重ねた結果、大学側から「カリフォルニア大学バークレー校の成績証明書と教授からの5通の推薦状があれば考慮する」との回答を得た。早速、父親に電話をして、カリフォルニア大学からコロンビア大学に必要な書類を送るように手配してもらった。新学期が始まる直前に学生が1人入学を辞退し、ヒギンズは入学することができた 。
同級生のマレー・モーガンが『ニューヨーク・ヘラルド・トリビューン』紙の学生記者に選ばれたことに動揺したヒギンズは、同級生（そのほとんどが男性）を上回ろうと全力を尽くした。教授の一人のジョン・テベル(John Tebbel)は、ヒギンズはその美貌に見合うだけの頭脳を持っており、クラスの中でもトップの成績だったと語っている。
スターばかりのクラスの中でも、彼女は際立っていました。マギーは本当に目もくらむばかりで、ブロンドの美しさと同様にまぶしいほどの知性が隠しきれませんでした。彼女は現実を見据えた野心を持っていました。当時の男性優位で本質的に男尊女卑のジャーナリズムで成功するためには、女性はよりタフでなければなりませんでした。マギーは、野心に突き動かされて、タフさを極限まで高めており、その成果はすぐに明らかになりました。
1942年、ヒギンズは同級生に代わって『トリビューン』紙の学生記者を務め、それがきっかけで同紙の正規の記者になった。

## キャリア

### 第二次世界大戦
戦争記者になりたいと思っていたヒギンズは、トリビューン社の経営陣を説得し、入社2年後の1944年、第二次世界大戦中のヨーロッパに派遣された。ロンドン、パリを経て、1945年3月にドイツに赴任した。1945年4月のダッハウ強制収容所の解放に立ち会い、その際に親衛隊の衛兵の投降を支援したことで、アメリカ軍から従軍記章を授与された。その後、ニュルンベルク裁判やソ連のベルリン封鎖を取材した。1947年にはベルリン支局長に就任した。

### 朝鮮戦争
1950年、支局長として東京に就任したが、東京支局員はヒギンズをあまり歓迎しなかった。後になって、それはベルリン支局の同僚だったトニー・ハワード(Toni Howard)が発表したばかりの小説"Shriek With Pleasure"（快楽の叫び）が原因だと知った。その小説は、ベルリンの女性記者が同僚のネタを盗んだり、情報提供者と性的関係を持ったりする様子を描いたもので、東京支局員は、これはヒギンズをモデルにしたのではないかという疑惑を持っていたのだった。
ヒギンズの来日直後に朝鮮戦争が勃発し、ヒギンズはすぐに朝鮮半島へ向かった。6月28日、ヒギンズは3人の同僚とともに漢江人道橋の爆破を目撃し、その結果、漢江の北側から戻れなくなった。筏を使って川を渡り、翌日、水原の米軍本部に到着すると、第8軍司令官のウォルトン・ウォーカーから「女性は前線にふさわしくない」「軍には女性のための宿舎を用意する余裕はない」という理由で、すぐに国外退去を命じられた。ヒギンズがウォーカーの上官である国連軍司令官ダグラス・マッカーサーに直訴すると、マッカーサーはトリビューン社に「朝鮮での女性通信員禁止令は解除した。マルグリート・ヒギンズは誰からも尊敬されている」という電報を打った。これは、全ての女性戦争記者にとって大きな前進だった。当初国外追放を命じられたヒギンズに対し、マッカーサーが前線に残ることを許可したことは、アメリカで大きなニュースになり、ヒギンズは有名人になった。
トリビューン社は朝鮮半島にホーマー・ビガートを追加で派遣したが、ビガートはヒギンズに「東京に帰れ」と言った。ヒギンズはそれを拒否し、トリビューン社も彼女の朝鮮滞在を許可した。このヒギンズとビガードの確執が2人の競争を生み、結果的に2人は、他の4人の男性戦場記者とともに1951年のピューリッツァー賞（国際報道部門）を受賞することになった。

### 朝鮮戦争休戦後
朝鮮半島での取材の成果として、1950年にアメリカ海外特派員クラブからジョージ・ポーク記念賞を受賞した。
ヒギンズは、『コリアーズ』誌が企画した、もし第三次世界大戦が起こるとしたらどのようなものになるかというテーマの1951年の特集"Preview of the War We Do Not Want"（我々が望まぬ戦争のプレビュー）に、他の主要なジャーナリストや政治家とともに「ロシアの女性たち」という記事を寄稿した。
ヒギンズは、フランシスコ・フランコ、ニキータ・フルシチョフ、ジャワハルラール・ネルーなどの世界の指導者たちにインタビューを行い、生涯を通じて外交問題を取材し続けた。1955年、トリビューン社はソ連にモスクワ支局を設立し、ヒギンズを支局長として派遣した。ヒギンズは、スターリンの死後初めてソ連に駐在したアメリカ人特派員となった。

### ベトナム
1963年、ヒギンズは『ニューズデイ』紙に移籍し、特派員としてベトナムに赴任した。ベトナムでは、何百もの村を訪れ、ほとんどの主要人物にインタビューして、"Our Vietnam Nightmare"（私達のベトナムの悪夢）という本を執筆した。ベトナムでは、ビガートの後任として赴任してきた『ニューヨーク・タイムズ』紙の特派員、デイヴィッド・ハルバースタムとの間に新たな確執が生まれた。これは、ビガートのときのようなスクープを狙って競争するような性質のものではなく、経験豊富なヒギンズと若いハルバースタムとの間のイデオロギーの違いやエゴに基づいたものだった。
ヒギンズは、20年近く戦争記者としての生活をしてきたことで、反共主義的な考え方をするようになっていた。ゴ・ディン・ジエム政権に対する仏教徒による数多くの抗議行動についても、ヒギンズは共産主義者により仕組まれたものだと考えていた。ハルバースタムはヒギンズのことを「反共主義をプロパガンダの域にまで高めた、過去の売れ残り」と考えていた。ハルバースタムを始めとする当時ベトナムにいた若い特派員の多くは、ジエム政権や戦争を否定的に報道していた。ヒギンズは、彼らが戦争について本当の意味で理解していないと考え、自分たちのオフィスがあるサイゴンから外に出て田舎で何が起こっているのかを見ようとしない彼らのことを、しばしば「ローバー・ボーイズ」(Rover Boys)と呼んでいた。ヒギンズとハルバースタムの対立は終わることなく、ヒギンズが1966年に亡くなった後もハルバースタムはヒギンズの批判を続けた。

## 職場での評判
ヒギンズは幼い頃から負けず嫌いの性格で、それは報道の現場や国外での取材でも健在だった。コロンビア大学の同級生のフローラ・ルイスは、「ヒギンズは粘り強かった」と語っている。授業で記事執筆の課題をもらった後、ヒギンズは同級生よりも早く図書館に行き、関連資料を全て借りてきた。ルイスは、「それは当時の女性ジャーナリストがしなければならないことだった」と語っている。
マギーのことやその仕事の仕方を「汚い手口」と批判する人たちは、当時、女性が男社会の中にいることがどれほど大変だったかを忘れていると思います。いまだに不利な状況でした。女性さえも敵対していたのです。彼女たち（女性記者）は巧みな手法を使い、とても冷酷でした。当時、野心とは汚い言葉でした。キャリアは、いい男が現れるまでの間のただの遊びだったのです。マギーはそんなゲームを知りませんでした。彼女は真面目で、真剣勝負をしていました。
ヒギンズを知る教員や同僚は、ヒギンズが自分の「セックスアピール」を利用して情報提供や難しいインタビューの機会を手に入れていたと主張している。コロンビア大学の教員のジョン・テベルは、彼女がその魅力を利用して、あまりインタビューに応じない警察長官にインタビューに応じてもらったと語っている。また、当時の男性同僚の中には、ヒギンズがインタビューや情報提供のために性的関係を持ったり、性的な好意を示すことまでしていたと告発する者もいた。これらの告発を立証する証拠はなく、他の優秀な女性記者も職場でこのような性差別を経験していた。
当時、ジャーナリズムはダブルスタンダードの男性中心の業界だった。男性記者の性的行動や習慣はその仕事とは無関係とみなされ、男性記者が情報を得るために性的関係を持つことも批判されなかった。『ライフ』誌の元カメラマン、カール・マイダンスは、当時、男性記者は報道の世界を自分達のテリトリーと考えており、この分野に参入する女性と共有しようとしないことがよくあったと語っている。
戦場（彼らにとって最も神聖な領域）に女性が侵入してきて、彼女が同じように才能があり、ときには自分たちより勇気があるとわかったとしても、それを潔く受け入れることはできなかったのです。
野心的で優秀な女性ジャーナリストは、仕事や情報を得るため、あるいはキャリアアップのために、性的関係を持ったり、セックスアピールを利用したりしていると非難されることが多かった。その真偽を問わず、そのような噂話は業界に広まっていった。ヒギンズは、同僚の男性たちが自分のことをどう言っているかをよく理解していたが、それを気にせずに自分の仕事を続けた。

## 私生活
カリフォルニア大学バークレー校在学中、最初の夫となる哲学科の助手スタンレー・ムーア(Stanley Moore)と出会っていた。大学在学中には2人は関係がなかったが、実際にはそのときに互いに惹かれ合っていたという。ヒギンズがニューヨークに移った後、当時ハーバード大学で哲学教授をしていたムーアと再会し、1942年に結婚した。しかし、ムーアが第二次世界大戦で徴兵されてから関係が悪化し、1947年に離婚が成立した。
1952年、ベルリン支局長時代に知り合ったアメリカ空軍少将のウィリアム・イーヴンズ・ホール(William Evens Hall)と結婚した。リノで結婚式を挙げ、一時的にマリン郡に居住した。1953年に女の子を産んだが、未熟児で5日後に亡くなった。1958年に息子ローレンス・ヒギンズ・ホール(Lawrence Higgins Hall)、1959年に娘リンダ・マルグリート・ホール(Linda Marguerite Hall)を産んだ。1963年、夫が退役して電子機器会社に就職し、毎週ニューヨークに通勤して、週末にワシントンD.C.の自宅に戻ってきた。2人の家には、2人の子どものほかに、猫が3匹、インコが2羽と犬、ウサギ、ロバが1匹ずついた。
1965年11月、南ベトナムの取材から戻ったヒギンズは、リーシュマニア症にかかり、1966年1月3日、45歳でワシントンD.C.において死去した。遺体は、1984年に亡くなった夫とともにアーリントン国立墓地に埋葬されている。

## 名誉
陸軍長官のロバート・ポーター・パターソンは、1946年11月23日に、ヒギンズを含む戦争記者たちをワシントンD.C.で表彰した。
2010年9月2日、韓国政府は最高位の勲章での一つある修交勲章をヒギンズに授与した。ソウルで行われた式典には、ヒギンズの娘と孫が出席し、勲章を受け取った。これは、1950年代初頭に韓国の生存闘争を報道したヒギンズの功績を評価したものである。

## 書籍
- War In Korea: The Report Of A Woman Combat Correspondent. New York: Doubleday & Co.. (1951)
- News is a Singular Thing, 1955
- Red Plush and Black Bread, 1955
- Our Vietnam Nightmare: The story of U.S. involvement in the Vietnamese tragedy, with thoughts on a future policy. New York: Harper and Row. (1965). ISBN 978-0-06-011890-7

## 大衆文化において
朝鮮戦争を題材とした2019年の韓国映画『長沙里9.15』に登場する女性従軍記者マギー（演 ミーガン・フォックス）は、マルグリート・ヒギンズとマーガレット・バーク＝ホワイトをモデルとしている。